# كلوديو ريسكو
كلوديو ريسكو (بالرومانية: Claudio Rîșco)‏ (مواليد 22 أغسطس 1978) هو ملاكم روماني، مثّل بلاده في الألعاب الأولمبية الصيفية 2000.

## روابط خارجية
كلوديو ريسكو على موقع بوكس ريك (الإنجليزية) (registration required)
- كلوديو ريسكو على موقع أوليمبيديا (الإنجليزية)